# Nicholas Humphrey
Nicolas Keynes Humphrey (né le 27 mars 1943) est un psychologue anglais, basé à Cambridge, qui est connu pour ses travaux sur l'évolution de l'intelligence et de la conscience humaines. 

## Biographie
Il a étudié les gorilles de montagne avec Dian Fossey au Rwanda, et a été le premier à démontrer l'existence de la vision aveugle[réf. nécessaire] après des lésions cérébrales chez les singes. Il a proposé la théorie de la "fonction sociale de l'intellect"[réf. nécessaire]. Il suggère une approche de l'art préhistorique corrélée avec l'absence d'intention des artistes autistiques. Il  est le seul scientifique à éditer la revue littéraire Granta.
Il est devenu conseiller du BMW Guggenheim Lab, et en 2016, a donné la conférence annuelle Medawar à l'UCL
Humphrey est athée et a suggéré l'analogie entre la religion et les virus à Richard Dawkins
National Life Stories  a mené une entrevue d'histoire orale (C1672/12) avec Nicholas Humphrey en 2016 pour sa série Science et Religion, organisée par la British Library